# Міовень
Міовень, Міовені (рум. Mioveni) — місто у повіті Арджеш в Румунії. Адміністративно місту підпорядковані такі села (дані про населення за 2002 рік):
- Клучеряса (319 осіб)
- Колібаші (1969 осіб)
- Раковіца (1721 особа)
- Феджету (1118 осіб)

Місто розташоване на відстані 108 км на північний захід від Бухареста, 12 км на північний схід від Пітешть, 113 км на північний схід від Крайови, 93 км на південний захід від Брашова.

## Населення
За даними перепису населення 2002 року у місті проживала 35 801 особа.
Національний склад населення міста:
| Національність   | Кількість осіб | Відсоток |
| ---------------- | -------------- | -------- |
| румуни           | 35408          | 98,9%    |
| цигани           | 349            | 1,0%     |
| угорці           | 20             | 0,1%     |
| українці         | 4              | < 0,1%   |
| турки            | 3              | < 0,1%   |
| євреї            | 3              | < 0,1%   |
| німці            | 2              | < 0,1%   |
| греки            | 2              | < 0,1%   |
| росіяни-липовани | 1              | < 0,1%   |
| словаки          | 1              | < 0,1%   |
| поляки           | 1              | < 0,1%   |
| чанго            | 1              | < 0,1%   |

Рідною мовою назвали:
| Мова       | Кількість осіб | Відсоток |
| ---------- | -------------- | -------- |
| румунська  | 35730          | 99,8%    |
| циганська  | 41             | 0,1%     |
| угорська   | 18             | 0,1%     |
| українська | 1              | < 0,1%   |
| німецька   | 1              | < 0,1%   |
| російська  | 1              | < 0,1%   |
| турецька   | 1              | < 0,1%   |
| словацька  | 1              | < 0,1%   |
| грецька    | 1              | < 0,1%   |

Склад населення міста за віросповіданням:
| Релігія                                       | Кількість осіб | Відсоток |
| --------------------------------------------- | -------------- | -------- |
| православні                                   | 35197          | 98,3%    |
| п'ятдесятники                                 | 218            | 0,6%     |
| лютерани                                      | 96             | 0,3%     |
| бретрени                                      | 64             | 0,2%     |
| адвентисти                                    | 53             | 0,1%     |
| римо-католики                                 | 52             | 0,1%     |
| греко-католики                                | 17             | < 0,1%   |
| не релігійні                                  | 17             | < 0,1%   |
| атеїсти                                       | 14             | < 0,1%   |
| мусульмани                                    | 13             | < 0,1%   |
| реформати                                     | 12             | < 0,1%   |
| юдеї                                          | 2              | < 0,1%   |
| унітарії                                      | 1              | < 0,1%   |
| лютерани (Синодально-пресвітеріанська церква) | 1              | < 0,1%   |
| не вказали релігію                            | 8              | < 0,1%   |

## Зовнішні посилання
- Дані про місто Міовень на сайті Ghidul Primăriilor